# Moscharia
Moscharia Ruiz & Pav., 1794 è un genere di piante angiosperme dicotiledoni della famiglia delle Asteraceae.

## Descrizione

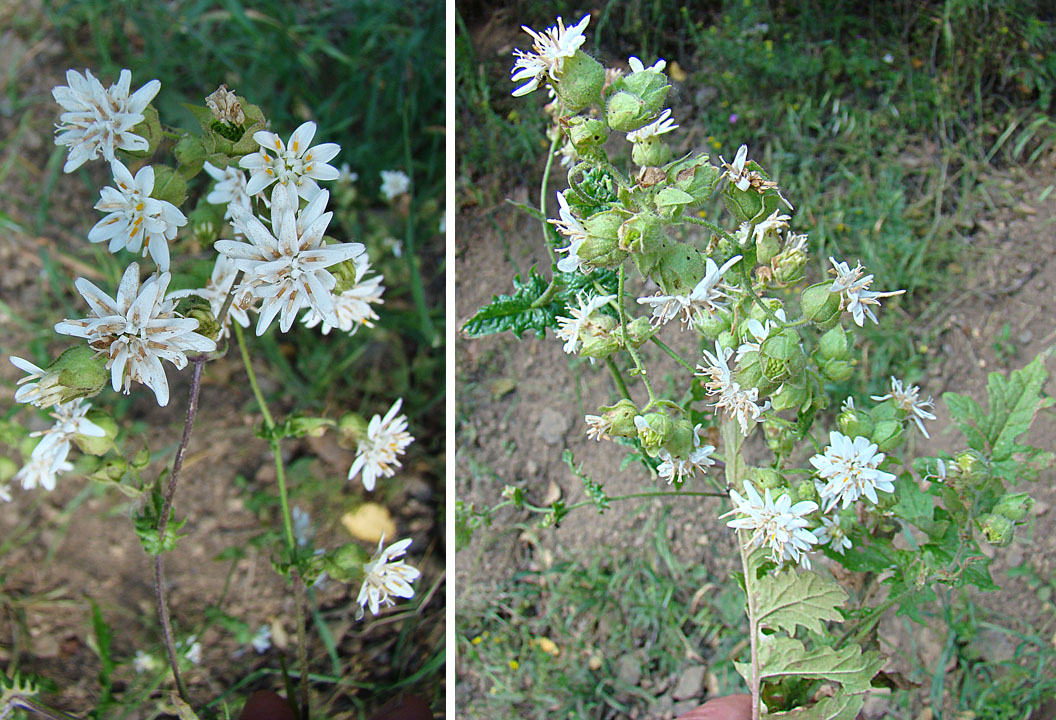
Il portamento
Moscharia pinnatifida

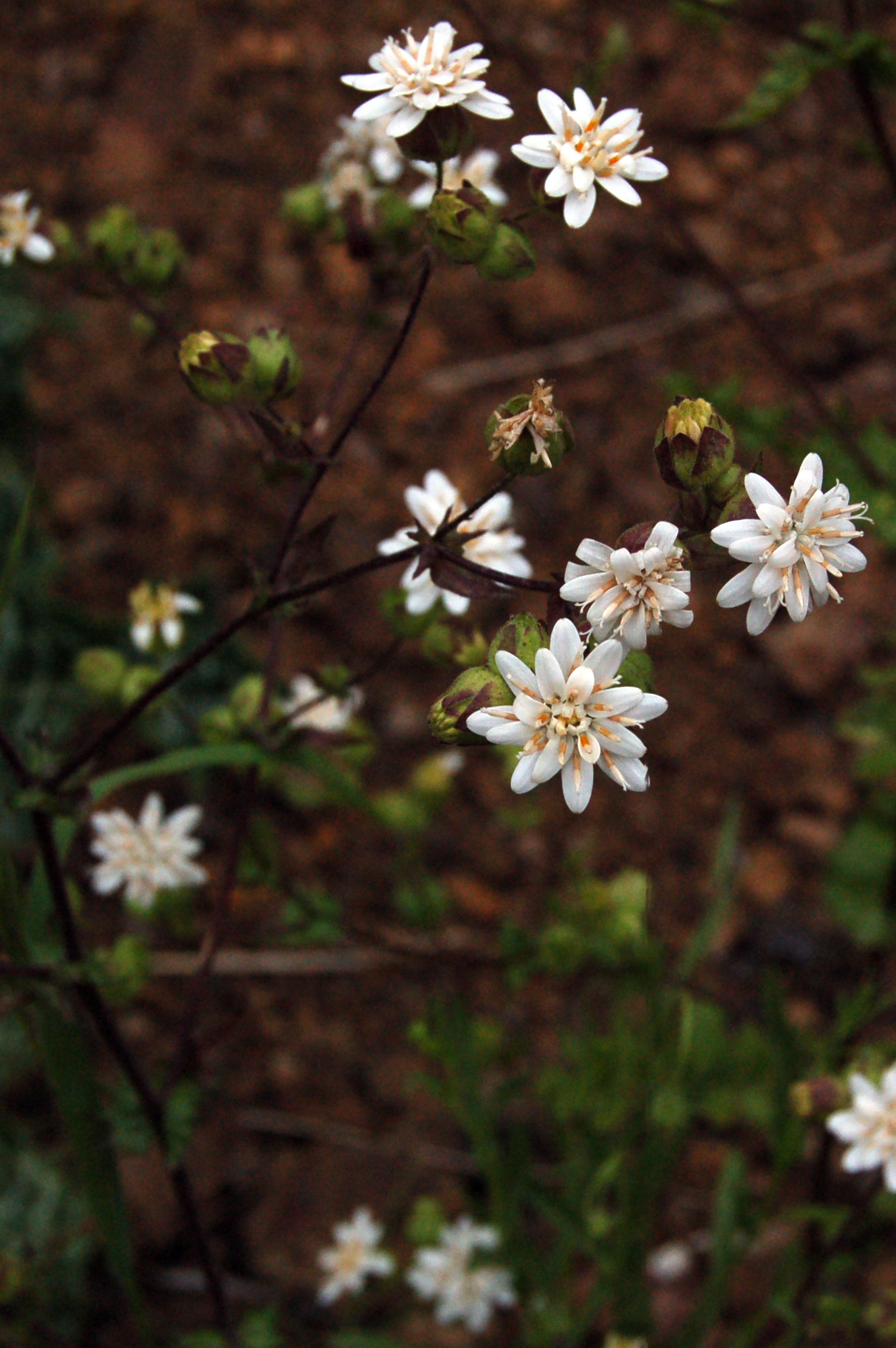
Infiorescenza
Moscharia pinnatifida

Le specie di questo gruppo hanno un habitus erbaceo annuale e profumato. Sono prive di lattice.
Le foglie lungo il caule sono disposte in modo alternato. Le foglie sono semplici; la lamina fogliare ellittica, intera con bordi dentati o lobati fino ad essere pennatosetti.
Le infiorescenze sono composte da capolini terminali, più o meno solitari o raccolti in formazioni corimbose. I capolini sono omogami, discoidi e sono formati da un involucro a forma più o meno campanulata composto da brattee (o squame) all'interno delle quali un ricettacolo fa da base ai fiori. Le brattee disposte su 2 serie in modo embricato sono dimorfiche: quelle esterne hanno una consistenza fogliacea; quelle interne sono convolute e vicine ai fiori marginali. Il ricettacolo, glabro e convesso, è provvisto di pagliette.
I fiori sono tetraciclici (a cinque verticilli: calice – corolla – androceo – gineceo) e in genere pentameri (ogni verticillo ha 5 elementi). I fiori, pochi, sono omomorfi (a forme tutte uguali). Quelli marginali sono ermafroditi e fertili; quelli interni sono sterili.
- Formula fiorale:

*/x K {\displaystyle \infty }, [C (5), A (5)], G 2 (infero), achenio
- Calice: i sepali del calice sono ridotti ad una coroncina di squame.
- Corolla: le corolle sono bilabiate: il labbro esterno è tridentato; quello interno è profondamente bifido. Le corolle sono colorate di rosa o violetto.
- Androceo: l'androceo è formato da 5 stami con filamenti liberi e antere saldate in un manicotto circondante lo stilo.[9] Le antere in genere hanno una forma sagittata con lunghe appendici apicali acute. Le teche sono calcarate (provviste di speroni) e provviste di code. Il polline normalmente è tricolporato a forma sferica (può essere microechinato).
- Gineceo: il gineceo ha un ovario uniloculare infero formato da due carpelli.[9] Lo stilo è unico e con due stigmi. Alla base dello stilo è presente un nodo nettarifero e glabro. Gli apici degli stigmi sono troncati e sono ricoperti da piccole papille o in qualche caso da peli penicillati. L'ovulo è unico e anatropo.

I frutti sono degli acheni con pappo. La forma degli acheni è fusiforme (raramente è compressa); le pareti sono ricoperte da coste (raramente sono presenti dei rostri) e sono glabre (o eventualmente setolose). Il carpoforo (o carpopodium) è uno stretto anello o corto cilindro oppure è assente. Il pappo (nei fiori centrali è assente) è formato da corte setole disposte su una serie, sono barbate o piumose del tutto o a volte sono subpiumose solo apicalmente, ed è direttamente inserito nel pericarpo o connato in un anello parenchimatico posto sulla parte apicale dell'achenio.

## Biologia
- Impollinazione: l'impollinazione avviene tramite insetti (impollinazione entomogama tramite farfalle diurne e notturne).
- Riproduzione: la fecondazione avviene fondamentalmente tramite l'impollinazione dei fiori (vedi sopra).
- Dispersione: i semi (gli acheni) cadendo a terra sono successivamente dispersi soprattutto da insetti tipo formiche (disseminazione mirmecoria). In questo tipo di piante avviene anche un altro tipo di dispersione: zoocoria. Infatti gli uncini delle brattee dell'involucro si agganciano ai peli degli animali di passaggio disperdendo così anche su lunghe distanze i semi della pianta.

## Distribuzione e habitat
Le specie di questo gruppo sono distribuite nel Cile.

## Tassonomia
La famiglia di appartenenza di questa voce (Asteraceae o Compositae, nomen conservandum) probabilmente originaria del Sud America, è la più numerosa del mondo vegetale, comprende oltre 23.000 specie distribuite su 1.535 generi, oppure 22.750 specie e 1.530 generi secondo altre fonti (una delle checklist più aggiornata elenca fino a 1.679 generi). La famiglia attualmente (2021) è divisa in 16 sottofamiglie.

### Filogenesi
La sottofamiglia Mutisioideae, nell'ambito delle Asteraceae occupa una posizione "basale" (si è evoluta precocemente rispetto al resto della famiglia) ed è molto vicina alla sottofamiglia Stifftioideae. La tribù Nassauvieae con la tribù Mutisieae formano due "gruppi fratelli" ed entrambe rappresentano il "core" della sottofamiglia.
Il genere Moscharia descritto da questa voce appartiene alla tribù Nassauvieae. In uno studio recente (2018) il genere di questa voce risulta appartenere ad un clade (interno alla tribù) formato dai generi Leucheria, Moscharia, Oxyphyllum e Polyachyrus. Nell'ambito di questo clade Moscharia occupa la posizione più "basale" (è il primo gruppo ad essersi separato) inoltre è vicino al genere Polyachyrus in quanto entrambi condividono le foglie con padiglioni auricolari alla base, e il capolino con involucro monoseriato.
I caratteri distintivi per le specie di questo genere sono:
- il portamento è erbaceo annuale;
- le foglie basali sono subrosulate;
- il ricettacolo è provvisto di pagliette;
- la corolla è bilabiata;
- i bracci dello stilo sono incoronati da papille.

Il numero cromosomico delle specie di questo genere è: 2n = 20.

### Elenco specie
Questo genere comprende le seguenti 2 specie:
- Moscharia pinnatifida Ruiz & Pav.
- Moscharia solbrigii Crisci

### Sinonimi
Sono elencati alcuni sinonimi per questo genere:
- Gastrocarpha D.Don
- Moschifera  Molina
- Mosigia  Spreng.